# جوائز آسيا الفنية
جوائز آسيا الفنية (بالإنجليزية: Asia Artist Awards)‏ ويختصر AAA هو حفل لتوزيع الجوائز ينظم في كوريا الجنوبية من طرف مجموعة إم تي إن جروب وصحيفة ستار نيوز العالمية التي تتخذ الدولة مقرا لها. وهو حفل يكرم الإنجازات البارزة والمساهمات الدولية للفنانين الآسيويين في التلفزيون والموسيقى.
أقيمت أول دورة في 16 نوفمبر 2016 في قاعة السلام في جامعة كيونغ هي في سول، و تم بثه عبر الأقمار الصناعية عبر آسيا بحضور نخبة من المشاهير.
| |  |  |
| نجوم الهاليو بارك بو جوم وإم يونا كانوا أول من منحت لهم جوائز آسيا الفنية، مع فرقة الفتيان الكورية إكسو في 2016 |  |  |

## الفائزين

### جائزة أفضل فنان
| السنة | الفئة     | الفائزين    | العمل           |
| ----- | --------- | ----------- | --------------- |
| 2016  | التلفزيون | بارك هي جين | جبنة في المصيدة |
| 2016  | التلفزيون | بارك شين هي | الأطباء         |
| 2016  | الموسيقى  | BTS         |                 |
| 2016  | الموسيقى  | توايس       |                 |

### جائزة أفضل نجم
| السنة | الفئة     | الفائزين    | العمل                         |
| ----- | --------- | ----------- | ----------------------------- |
| 2016  | التلفزيون | بارك بو جوم | أجبني 1988، الحب في ضوء القمر |
| 2016  | التلفزيون | سوزي        | الحب بلا قيود                 |
| 2016  | الموسيقى  | سفنتين      |                               |
| 2016  | الموسيقى  | بلوك بي     |                               |

### جائزة أفضل المشاهير
| السنة | الفئة     | الفائزين     | العمل            |
| ----- | --------- | ------------ | ---------------- |
| 2016  | التلفزيون | جين غو       | أحفاد الشمس      |
| 2016  | التلفزيون | نام كونغ مين | تذكر - حرب الإبن |
| 2016  | التلفزيون | كيم جي ون    | أحفاد الشمس      |
| 2016  | الموسيقى  | فيكس         |                  |
| 2016  | الموسيقى  | إي أو إي     |                  |

### جائزة النجم الآسيوي
| السنة | الفئة     | الفائزين    | العمل |
| ----- | --------- | ----------- | ----- |
| 2016  | التلفزيون | بارك بو غوم |       |
| 2016  | التلفزيون | يونا        |       |
| 2016  | الموسيقى  | إكسو        |       |

### جائزة أفضل أيقونة
| السنة | الفئة     | الفائزين    | العمل           |
| ----- | --------- | ----------- | --------------- |
| 2016  | التلفزيون | كيم يو جونغ | حب في ضوء القمر |
| 2016  | الموسيقى  | BTS         |                 |

### جائزة أفضل روكي (فنان جديد)
| السنة | الفئة     | الفائزين     | العمل         |
| ----- | --------- | ------------ | ------------- |
| 2016  | التلفزيون | ريو جون يول  | أجبني 1988    |
| 2016  | التلفزيون | نانا         | الزوجة الجيدة |
| 2016  | الموسيقى  | إن سي تي 127 |               |
| 2016  | الموسيقى  | بلاكبينك     |               |

## روابط خارجية
- جوائز آسيا الفنية على موقع IMDb (الإنجليزية)